# Elizabeth I – The Virgin Queen
Elizabeth I – The Virgin Queen ist ein historischer Fernsehfilm der BBC in 4 Folgen, der im Januar und Februar 2006 ausgestrahlt wurde.

## Handlung

### Folge 1
England im 16. Jahrhundert: Königin Maria verdächtigt ihre protestantische Halbschwester Elisabeth der Verschwörung. Obwohl Elisabeth ihre Unschuld beteuert, wird sie gemeinsam mit ihrer Gouvernante Kat Ashley und ihrer Verwandten und Hofdame Lettice Knollys in die gleiche Zelle im Tower of London gebracht, in der einst ihre Mutter Anne Boleyn ihre letzten Tage verbrachte. Hier wird sie von Stephan Gardiner bezüglich der Wyatt-Verschwörung verhört. Ihr einziger Trost ist die Anwesenheit ihres Kindheitsfreundes Robert Dudley. Erst auf Wunsch ihres Schwagers Philipp II. wird sie aus dem Gefängnis entlassen und stattdessen, getrennt von ihren Damen, unter Hausarrest gestellt. Hier empfängt sie Besuche des ihr treu ergebenen William Cecil, der sie heimlich mit Nachrichten vom Hof versorgt. Königin Maria glaubt schwanger zu sein, stattdessen entpuppt sich ihr Zustand jedoch als Folge eines Tumors, an dem sie schließlich stirbt. Elisabeth wird zur neuen Königin ausgerufen und holt Robert Dudley an den Hof.

### Folge 2
Elisabeths Vertraulichkeit mit Robert Dudley erregt die Eifersucht ihres Verwandten Thomas Howard, 4. Duke of Norfolk, der sich nicht genug gewürdigt fühlt und Dudley zutiefst beneidet. Auch Dudleys kranke Ehefrau Amy Robsart vermutet eine Liebesbeziehung zwischen ihrem Mann und der Königin. Ausländische Botschafter und Brautwerber beginnen Gerüchte zu streuen. Elisabeth selbst verteidigt ihre Beziehung zu Dudley gegenüber Kat Ashley damit, dass nichts Unehrenhaftes zwischen ihnen geschehen sei. Dabei bemerkt sie nicht, wie ihre Freundin und Hofdame Lettice Knollys selbst Gefühle für Dudley zu entwickeln beginnt. Amy, bereits schwer krank, nimmt sich selbst das Leben in der Hoffnung, durch ihren Tod Dudley von seiner gefährlichen Liebelei abzubringen. Als Witwer hält Dudley um die Königin an, die sich jedoch weigert, ihn zu heiraten. Nach einer überstandenen, schweren Pockenerkrankung teilt sie dem Rat ihren Entschluss mit, als Jungfrau zu leben und zu sterben. Der Druck auf Elisabeth wächst, als ihre Rivalin Maria Stuart einen Sohn zur Welt bringt. Norfolk lässt sich auf ein Komplott Marias gegen Elisabeth ein, wird jedoch überführt. Unbemerkt von allen beginnt Lettice eine Affäre mit Dudley.

### Folge 3
Trotz ihres Schwurs, nicht zu heiraten, nimmt Elisabeth nach wie vor ausländische Brautwerbungen entgegen. Dennoch kann sie sich niemals zur Ehe durchringen, da sie Dudley nach wie vor liebt. Die Situation zwischen den beiden eskaliert, als herauskommt, dass Dudley heimlich Lettice Knollys geheiratet hat und der wahre Vater ihres Sohnes ist. Außer sich vor Zorn verbannt Elisabeth Lettice vom Hof. In der Zwischenzeit fädelt Cecil ein Komplott gegen die gefangene Königin Maria Stuart ein. Mit Hilfe von fingierten Briefen bringt er Maria dazu, einen Brief zu unterzeichnen, der sie zur Hochverräterin stempelt. Elisabeth ringt sich schließlich widerwillig dazu durch, Maria hinrichten zu lassen. Robert Dudley wird an den Hof zurückgerufen. Kurze Zeit später erreicht Elisabeth die Nachricht, dass Philipp II. mit der Spanischen Armada gen England segelt. Sie reist persönlich ins Lager ihrer Truppen und hält eine flammende Rede, die ihre Männer motiviert. Die Armada wird vernichtend geschlagen. Nur wenig später stirbt Dudley an einer Krankheit. In ihrer Trauer zieht Elisabeth sich lange Zeit zurück, bis sie eines Tages auf einem Ball Dudleys Sohn kennenlernt – Robert Devereux, 2. Earl of Essex.

### Folge 4
Robert Devereux wird von seiner verbitterten Mutter Lettice Knollys benutzt, um Elisabeths Vertrauen zu erlangen. Die alternde Königin verfällt seinem Charme und behandelt ihn mit deutlich mehr Nachsicht als alle anderen Höflinge. Er versucht sie mit seiner Mutter zu versöhnen. Elisabeth stimmt zwar einem Treffen mit ihrer ehemaligen Hofdame zu, gönnt Lettice allerdings kaum mehr als einen kurzen Blick. Schnell zeichnet sich ab, dass Devereux unter Depressionen leidet und mitunter zu Wahnvorstellungen neigt. Dennoch gelingt es ihm immer wieder, die Königin zu erweichen. Sie übergibt ihm verschiedene Kommandos, an denen Devereux jedoch kläglich scheitert. Krankhaft eifersüchtig auf Cecils Einfluss auf die Königin beginnt Devereux an eine Verschwörung zu glauben. Er zettelt einen Aufstand an, angeblich um Elisabeth vor ihren bösartigen Ratgebern zu retten. Die Londoner folgen seinem Aufruf jedoch nicht und Devereux wird als Verräter verhaftet und hingerichtet. Die betagte Elisabeth verwindet seinen Tod niemals völlig und benimmt sich zunehmend merkwürdiger. Schließlich stirbt sie, nachdem sie tagelang nicht zu Bett gehen wollte. Als der Rat ihren Siegelring ihrem Nachfolger König Jakob I. überreichen will, stellt sich heraus, dass Elisabeth ein winziges Bild ihrer offiziell verfemten Mutter Anne Boleyn darin trug.

## Hintergrund

### Unterschiede zu den historischen Ereignissen
Der Film zeichnet sich im Gegensatz zu anderen Verfilmungen durch sehr genaue Wiedergabe historischer Tatsachen aus. Dennoch gab es Kleinigkeiten, die man im Drehbuch veränderte, wegließ oder aussprach, obwohl sie niemals bewiesen werden konnten. 
- Maria Stuarts Beteiligung an der Babington-Verschwörung erscheint hier als von Francis Walsingham eingefädelte Intrige.
- Lettice Knollys stammte über ihre Mutter Catherine Carey von Mary Boleyn ab, der älteren Schwester Anne Boleyns. Sie war in Wirklichkeit zehn Jahre jünger als Elisabeth und trat erst nach Elisabeths Krönung in deren Leben.
- Die Ehe Robert Devereuxs mit Walsinghams Tochter Frances fehlt im Drehbuch.

## Auszeichnungen

### BAFTA Award
Nominiert:
- Beste Hauptdarstellerin: Anne-Marie Duff

## DVD-Veröffentlichungen
- 2010 erschienen die Folgen in einer Doppel-DVD-Box bei NewKSM.

## Filmzensur
- Bei den DVD-Veröffentlichungen in Deutschland[1] und England wurden ca. 40 Minuten herausgeschnitten (siehe: Filmzensur) und die 4 Folgen auf 2 Teile zusammengeschnitten. Von ursprünglich ca. 240 Minuten (ca. 4 Stunden)[2] im Fernsehen bleiben bei den DVD-Veröffentlichungen nur noch ca. 200 Minuten (ca. 3 Stunden und 20 Minuten)[3] übrig.
- Die bei Amazon Prime Video in Deutschland[4] und England[5] erhältlichen Versionen sind ebenfalls um ca. 40 Minuten zensiert und auf zwei Teile zusammengeschnitten.

## Soundtrack
- Für den Soundtrack arbeitete Martin Phipps mit den Mediæval Bæbes und dem London Bulgarian Choir zusammen.